# Ankistrus montana
Ankistrus montana är en insektsart som beskrevs av Tsaur 1991. Ankistrus montana ingår i släktet Ankistrus och familjen kilstritar. Inga underarter finns listade i Catalogue of Life.